# Roger Detry
Roger Detry (6 januari 1928) is een Belgische voormalige atleet, die gespecialiseerd was in het hordelopen. Hij werd tweemaal Belgisch kampioen.

## Biografie
In 1948 en 1949 werd Detry Belgisch kampioen op de 400 m horden. 
Detry was aangesloten bij Union Sint-Gillis.

## Belgische kampioenschappen
| Onderdeel    | Jaar       |
| ------------ | ---------- |
| 400 m horden | 1948, 1949 |

## Persoonlijk record
| Onderdeel    | Prestatie | Datum | Plaats |
| ------------ | --------- | ----- | ------ |
| 400 m horden | 55,6 s    |       |        |

## Palmares

### 200 m horden
- 1947:  BK AC - 26,7 s

### 400 m horden
- 1948:  BK AC - 56,6 s
- 1949:  BK AC - 56,2 s